# 장 모네
장 모네(프랑스어: Jean Monnet, 1888년 11월 9일 ~ 1979년 3월 16일)는 프랑스의 경제학자이자 행정가, 외교관이다. 유럽 통합의 영향력있는 지지자로서, 모네는 쉬망 선언을 기초하는 등 유럽 석탄 철강 공동체의 창설에 기여하였고 이로 인해 유럽 연합의 창립자 중 한 명으로 일컬어진다.
모네는 공직에 선출된 적은 없으나, 두 차례에 걸친 세계대전 후 프랑스 재건을 위해 막후에서 중요한 역할을 수행했다. 특히 그는 프랑스 공방전 당시 영국에서 처음 만난 이래로 1970년까지 서로 협력과 반목을 거듭했던 샤를 드골과의 복잡다면한 관계로 알려져 있다.
모네는 1976년 헬무트 콜, 자크 들로르와 함께 명예 유럽 시민으로 지명되었다. 모네의 탄생 100주년이었던 1988년 프랑스 정부는 그를 기리기 위해 그의 유해를 팡테옹으로 이장하였다.

## 같이 보기
- 유럽 연합의 역사